# Halowe Mistrzostwa Świata w Lekkoatletyce 2008 – bieg na 1500 m kobiet
Bieg na 1500 m kobiet – jedna z konkurencji rozgrywanych podczas halowych mistrzostw świata w lekkoatletyce w 2008. Eliminacje odbyły się 8 marca, a finał został rozegrany 9 marca.
Do eliminacji zgłoszonych zostało 20 zawodniczek z 16 państw.
Zawody w tej konkurencji wygrała reprezentantka Etiopii Gelete Burka. Drugą pozycję zajęła zawodniczka z Bahrajnu Maryam Yusuf Jamal, trzecią zaś reprezentująca Bułgarię Danieła Jordanowa.
Za stosowanie dopingu zdyskwalifikowane zostały trzy zawodniczki – Rosjanki Jelena Sobolewa i Julija Fomienko (obie zostały też pozbawione medali) oraz Francuzka Bouchra Ghezielle.

## Wyniki

### Eliminacje
Źródło: 
Bieg 1
| Miejsce | Zawodniczka           | Państwo           | Wynik   | Uwagi |
| ------- | --------------------- | ----------------- | ------- | ----- |
| 1.      | Maryam Yusuf Jamal    | Bahrajn           | 4:07,43 |       |
| 2.      | Gelete Burka          | Etiopia           | 4:08,24 |       |
| 3.      | Danieła Jordanowa     | Bułgaria          | 4:08,44 | SB    |
| 4.      | Susan Scott           | Wielka Brytania   | 4:10,39 |       |
| 5.      | Christin Wurth-Thomas | Stany Zjednoczone | 4:10,56 | PB    |
| 6.      | Natalija Tobias       | Ukraina           | 4:11,71 |       |
| 7.      | Mari Järvenpää        | Finlandia         | 4:13,24 | NR    |
| 8.      | Elena Antoci          | Rumunia           | 4:13,93 |       |
| 9.      | Esther Desviat        | Hiszpania         | 4:33,71 |       |
| –       | Jelena Sobolewa       | Rosja             | 4:07,85 |       |

Bieg 2
| Miejsce | Zawodniczka          | Państwo           | Wynik   | Uwagi |
| ------- | -------------------- | ----------------- | ------- | ----- |
| 1.      | Liliana Popescu      | Rumunia           | 4:06,68 |       |
| 2.      | Sonja Roman          | Słowenia          | 4:08,12 | SB    |
| 3.      | Sham Hilali          | Maroko            | 4:10,09 | PB    |
| 4.      | Jemma Simpson        | Wielka Brytania   | 4:11,17 | PB    |
| 5.      | Jenelle Deatherage   | Stany Zjednoczone | 4:14,27 | SB    |
| 6.      | Kajsa Haglund        | Szwecja           | 4:14,82 | PB    |
| 7.      | Hilary Stellingwerff | Kanada            | 4:18,26 |       |
| 8.      | Sandra Teixeira      | Portugalia        | 4:23,14 |       |
| –       | Julija Fomienko      | Rosja             | 4:05,94 |       |
| –       | Bouchra Ghezielle    | Francja           | 4:08,83 |       |

### Finał
Źródło: 
| Miejsce | Zawodniczka        | Państwo  | Wynik   | Uwagi |
| ------- | ------------------ | -------- | ------- | ----- |
| 01 !    | Gelete Burka       | Etiopia  | 3:59,75 | AR    |
| 02 !    | Maryam Yusuf Jamal | Bahrajn  | 3:59,79 | AR    |
| 03 !    | Danieła Jordanowa  | Bułgaria | 4:04,19 | NR    |
| 4.      | Liliana Popescu    | Rumunia  | 4:07,61 |       |
| 5.      | Sham Hilali        | Maroko   | 4:15,54 |       |
| –       | Sonja Roman        | Słowenia | DNF     |       |
| –       | Jelena Sobolewa    | Rosja    | 3:57,71 |       |
| –       | Julija Fomienko    | Rosja    | 3:59,41 |       |
| –       | Bouchra Ghezielle  | Francja  | 4:08,66 |       |